# 중견기업
중견기업(中堅企業)은 중소기업은 아니지만 공정거래법상 상호출자제한기업집단(계열사 자산을 다 합쳐서 10조 원이 넘는 기업집단)에 속하지는 않는 대한민국의 기업을 의미하는 법적 용어이다. 흔히 대기업으로 알려져있는 네이버, 넥슨, 현대 등도 엄밀히 말하면 중견기업에 해당한다.(위의 현대는 현대자동차그룹, 현대백화점그룹과는 다름)